# Kristian Lous

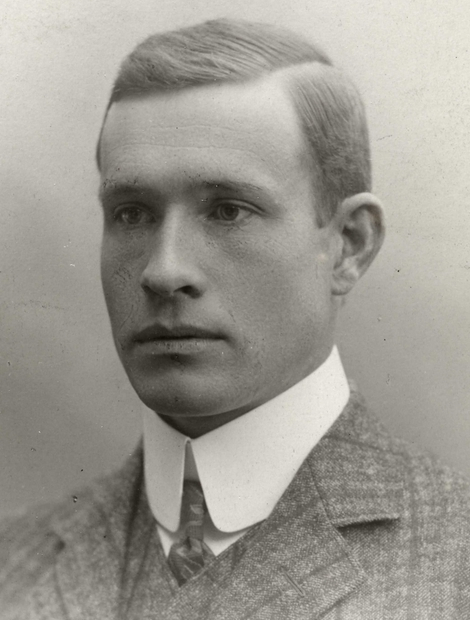

Kristian Lous, född 9 augusti 1875 i Kristiania (nuvarande Oslo), död 24 september 1941, var en norsk astronom.
Lous blev student 1895, studerade matematik och astronomi och tog matematisk-naturvetenskaplig lärarexamen 1900. Åren 1911–16 var han universitetsstipendiat i astronomi och blev 1919 observator vid Kristiania observatorium. Han studerade astronomi vid Harvard, Lick, Oxford, Nice och Pulkovo-observatoriet. Efter Jens Fredrik Schroeters död 1927 övertog han beräkningen av de norska almanackorna och de grundläggande föreläsningarna i astronomi vid Universitetet i Oslo.
I "Astronomische Nachrichten" publicerade han förutom observationer av kometer och asteroider följande teoretiska arbeten: Definitive éléments of comet 1899 V (Giacobini) (1913), Die ehemalige Bahn der Kometen 1896 VII (Perrine) (1915) och A Certain Class of Periode Orbits Around the Two Finite Perrine Masses in the Restricted Problem of Three Bodies (1919). Från 1928 var han norsk redaktör för "Nordisk astronomisk tidsskrift".